# Medezeggenschap
Medezeggenschap is het uitoefenen van invloed op de besluitvorming in organisaties door in georganiseerde en wettelijk vastgelegde vorm deel te nemen aan beraadslaging met het bestuur (de 'zeggenschap') van de organisatie (of het organisatieonderdeel). Medezeggenschap is onder meer te vinden op scholen, binnen arbeidsorganisaties en binnen de overheid.

## Nederland
In Nederland is medezeggenschap bij verschillende typen organisaties wettelijk geregeld.

### Onderwijs

#### In het primair en voortgezet onderwijs
In Nederland is medezeggenschap in het primair en voortgezet onderwijs vastgelegd in de Wet medezeggenschap op scholen (WMS). In het primair onderwijs maken personeelsleden en ouders deel uit van de zogeheten medezeggenschapsraad. Deze raad wordt gekozen door alle aan de school verbonden personeelsleden en ouders. In het voortgezet onderwijs maken ook leerlingen deel uit van de medezeggenschapsraad, die worden gekozen door de leerlingen van de school. Landelijk worden de medezeggenschapsraden en hun respectievelijke personeels-, ouder- en leerlinggeledingen vertegenwoordigd door verschillende vakbonden en belangenorganisaties, zoals de Vereniging Openbaar Onderwijs (VOO), de Algemene Onderwijsbond (AOb), CNV Onderwijs en het Landelijk Aktie Komitee Scholieren (LAKS). Het LAKS vertegenwoordigt enkel scholieren.
Medezeggenschap binnen een school(bestuur) vindt plaats op drie niveaus:
- De gemeenschappelijke medezeggenschapsraad (GMR) is het niveau van medezeggenschap voor een groep van scholen, die onder één stichtingsbestuur vallen.
- De medezeggenschapsraad (MR) is het niveau van medezeggenschap voor één school.
- De deelraad (DR) is het niveau van medezeggenschap voor één locatie van één school.

Medezeggenschap binnen samenwerkingsverbanden van meerdere schoolbesturen wordt uitgeoefend door de ondersteuningsplanraad (OPR).

#### In het middelbaar beroepsonderwijs
Medezeggenschap op het middelbaar beroepsonderwijs (mbo) is wettelijk vastgelegd in de Wet Educatie Beroepsonderwijs. Het personeel van de onderwijsinstellingen is vertegenwoordigd via de Ondernemingsraad. Iedere instelling heeft daarnaast een studentenraad die in sommige gevallen weer onderverdeeld zijn in deelraden en/ of klassenvertegenwoordigers. Landelijk houdt de Jongeren Organisatie Beroepsonderwijs (JOB) zich bezig met de vertegenwoordiging van mbo studenten.

#### In het hoger onderwijs
Medezeggenschap in het hoger onderwijs wordt gevormd door aan hogescholen en universiteiten verbonden studenten en medewerkers van de instelling. De wettelijke basis voor deze medezeggenschapsraden ligt in de Wet op het hoger onderwijs en wetenschappelijk onderzoek (WHW).
Medezeggenschap binnen de instelling voor hoger onderwijs bestaat gebruikelijk uit drie niveaus:
1. De centrale medezeggenschapsraad (CMR) is het niveau van medezeggenschap voor de hogeschool of universiteit.
2. De facultaire medezeggenschapsraad (FMR) of deelmedezeggenschapsraad (DMR) is het niveau van medezeggenschap voor een faculteit of domein/dienst van de hogeschool of universiteit.
3. De opleidingscommissie (OC) is het niveau van medezeggenschap voor een opleiding of groep van opleidingen.

Landelijk houden organisaties als de Landelijke Studentenvakbond en het Interstedelijk Studenten Overleg zich bezig met de vertegenwoordiging van studenten. Voor personeel is bijvoorbeeld, net als in het primair en voortgezet onderwijs, de Algemene Onderwijsbond actief.

### Arbeidsorganisaties
Bij Nederlandse arbeidsorganisaties kan medezeggenschap op twee niveaus plaatsvinden:
- Binnen een onderneming. In dit geval is er sprake van een ondernemingsraad.
- Ondernemingoverschrijdend. In dit geval is er sprake van medezeggenschap door vakbonden. Dit is vaak het geval als een collectieve arbeidsovereenkomst (CAO) wordt afgesproken voor meer dan één onderneming. Er kan ook nog sprake zijn van een onderneming met dochterondernemingen, waarbij een centrale ondernemingsraad (COR) kan worden ingericht voor het hele concern.

### Overheid

#### Bij de Nederlandse Defensie
Medezeggenschap binnen het Ministerie van Defensie vindt in principe plaats op drie niveaus:
- Op niveau van een diensteenheid. Dit is de medezeggenschapscommissie (MC).
- Op niveau van een defensieonderdeel. Dit is de Defensieonderdeel medezeggenschapscommissie (DMC).
- Op niveau van het departement. Dit is de Centrale medezeggenschapscommissie (CMC).

Voorts zijn er nog een aantal bijzondere medezeggenschapscommissies:
- Alle diensteenheden kunnen op aanwijzing van de minister beschikken over een Gemeenschappelijke medezeggenschapscommissie (GMC).
- In geval van reorganisatie binnen een aantal diensteenheden, waarbij de reorganisatie niet binnen de bestaande medezeggenschapstructuur kan worden afgehandeld, wordt er een Tijdelijke reorganisatie-medezeggenschapscommissie (TRMC) ingesteld.
- Indien er op één locatie verschillende diensteenheden werkzaam zijn, kan een Locatie medezeggenschapscommissie (LMC) worden ingesteld.

Medezeggenschap binnen Defensie is geregeld binnen het Besluit Medezeggenschap Defensie (BMD).

#### Bij de Nederlandse politie
Medezeggenschap binnen het politiekorps wordt geregeld in het Besluit overleg en medezeggenschap politie 1994.
Medezeggenschap binnen de Nationale Politie vindt plaats op twee niveaus.
- De Centrale Ondernemingsraad Politie (COR).
- De Ondernemingsraad Politie (OR).

### Zorg
Medezeggenschap door cliënten bij zorginstellingen in Nederland is sinds 1996 geregeld in de Wet medezeggenschap cliënten zorginstellingen (WMCZ). Per 1 juli 2021 is deze wet vervangen door Wet medezeggenschap cliënten zorginstellingen 2018 (Wmcz 2018). Belangrijkste orgaan hierbij is de Cliëntenraad. Met uitzondering van een aantal organisaties, moeten instellingen in de gezondheidszorg met meer dan 10 personeelsleden een cliëntenraad instellen om zo de medezeggenschap te organiseren. Voor de eerstelijnszorg waar mensen niet blijven slapen, ligt de grens op 25 personeelsleden.  